# 金鐘山崖墓
金鐘山崖墓位於四川省三台縣郪江鄉，文物遺址年代判定為漢。1991年4月16日公佈為四川省第三批文物保護單位。金鐘山崖墓群位於郪江古鎮西端的山腰上，崖墓大多坐北向南，面朝著悠悠郪江。金鐘山崖墓群分為Ⅰ區和Ⅱ區，其中Ⅰ區為對外開放區域。